# Aldo Gobbi
Aldo Gobbi (Monticelli d'Ongina, 6 aprile 1903 – Milano, 25 gennaio 1968) è stato un calciatore italiano, di ruolo centrocampista.

## Carriera
Dopo gli inizi nell'Edera Piacenza, squadra del campionato uliciano, esordisce nel campionato di Prima Categoria 1921-1922 con la maglia del Piacenza, disputando due partite di campionato; a partire dalla stagione successiva diventa titolare nel ruolo di mediano, totalizzando 11 presenze.
Nel 1923 viene chiamato a svolgere il servizio di leva a Civitavecchia; in questo periodo milita nella Fortitudo Roma, con cui disputa 8 gare nel campionato di Prima Divisione 1923-1924, perdendo lo spareggio contro la Lazio per l'ammissione alle semifinali di Lega Sud. Terminato il servizio militare, torna a giocare nel Piacenza, dove rimane come titolare fino al 1930 per un totale di 132 presenze in campionato, vincendo il campionato di Seconda Divisione 1927-1928. Con i biancorossi gioca poi altre due stagioni nella squadra riserve.
Nel 1932, posto in lista di trasferimento, si trasferisce al Fiorenzuola, con cui partecipa al campionato di Prima Divisione 1932-1933.
È stato sepolto al Cimitero Maggiore di Milano, ove i suoi resti sono stati in seguito collocati in una celletta.

## Palmarès
- Seconda Divisione: 1

Piacenza: 1927-1928